# Zuidbuurt (Vlaardingen)
Zuidbuurt is een buurtschap in de gemeente Vlaardingen in de Nederlandse provincie Zuid-Holland. De buurtschap is gelegen ten westen van de stad Vlaardingen en ten oosten van Maassluis. Zuidbuurt ligt in de Aalkeet-Buitenpolder. De buurtschap bestaat uit enkele boerderijen langs de Zuidbuurt, waaronder de monumentale Sarijnenhove. De meeste bewoning ligt tegen de gemeentegrens met Maassluis aan. Ten noorden van de buurtschap loopt de Poeldijksche Wetering. Ten oosten van Zuidbuurt ligt de gegraven Surfplas.
De postcode van Zuidbuurt is 3132, de postcode van Vlaardingen.

## Foto's

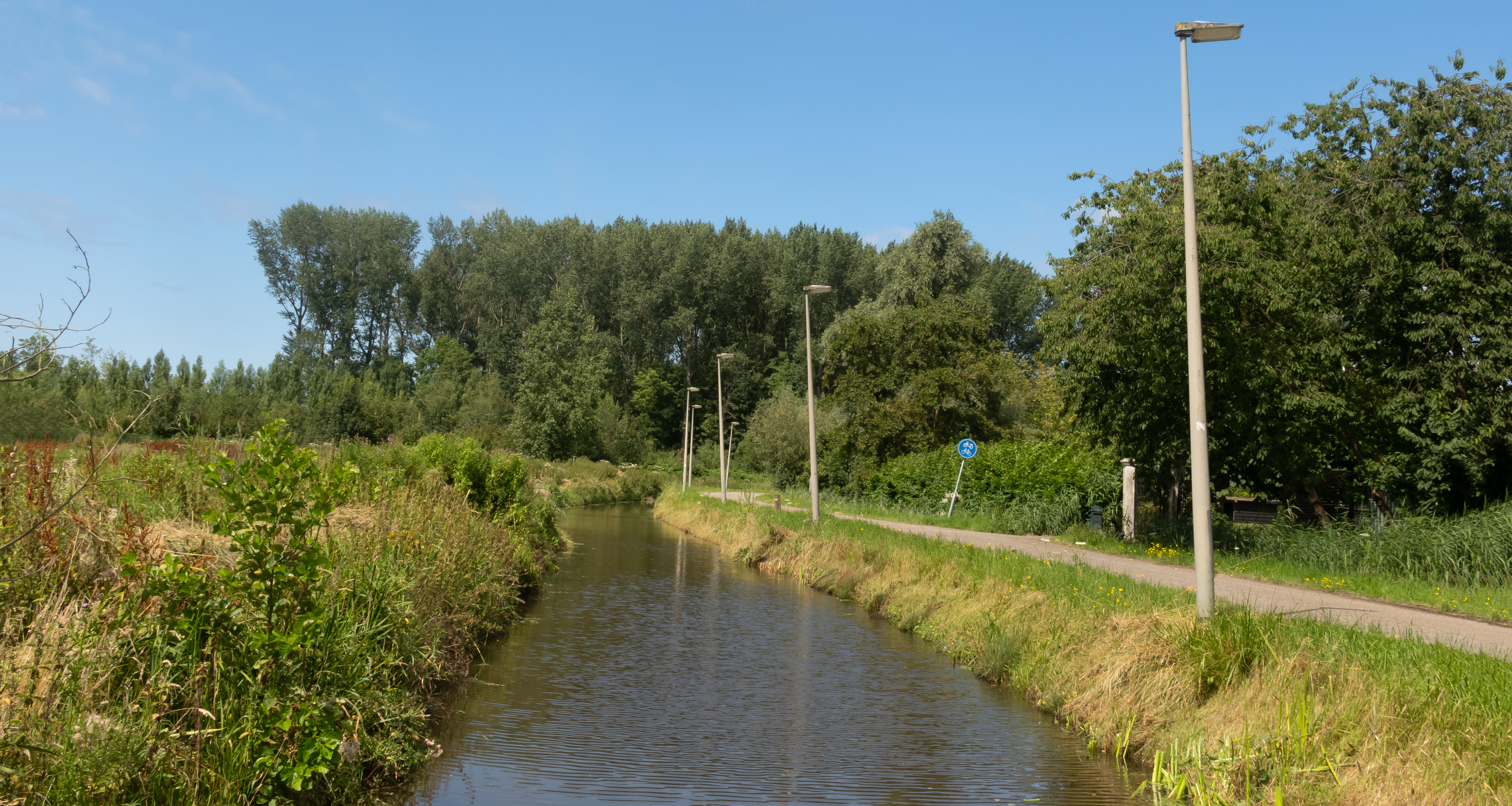
Bij de Van Boendaleweg
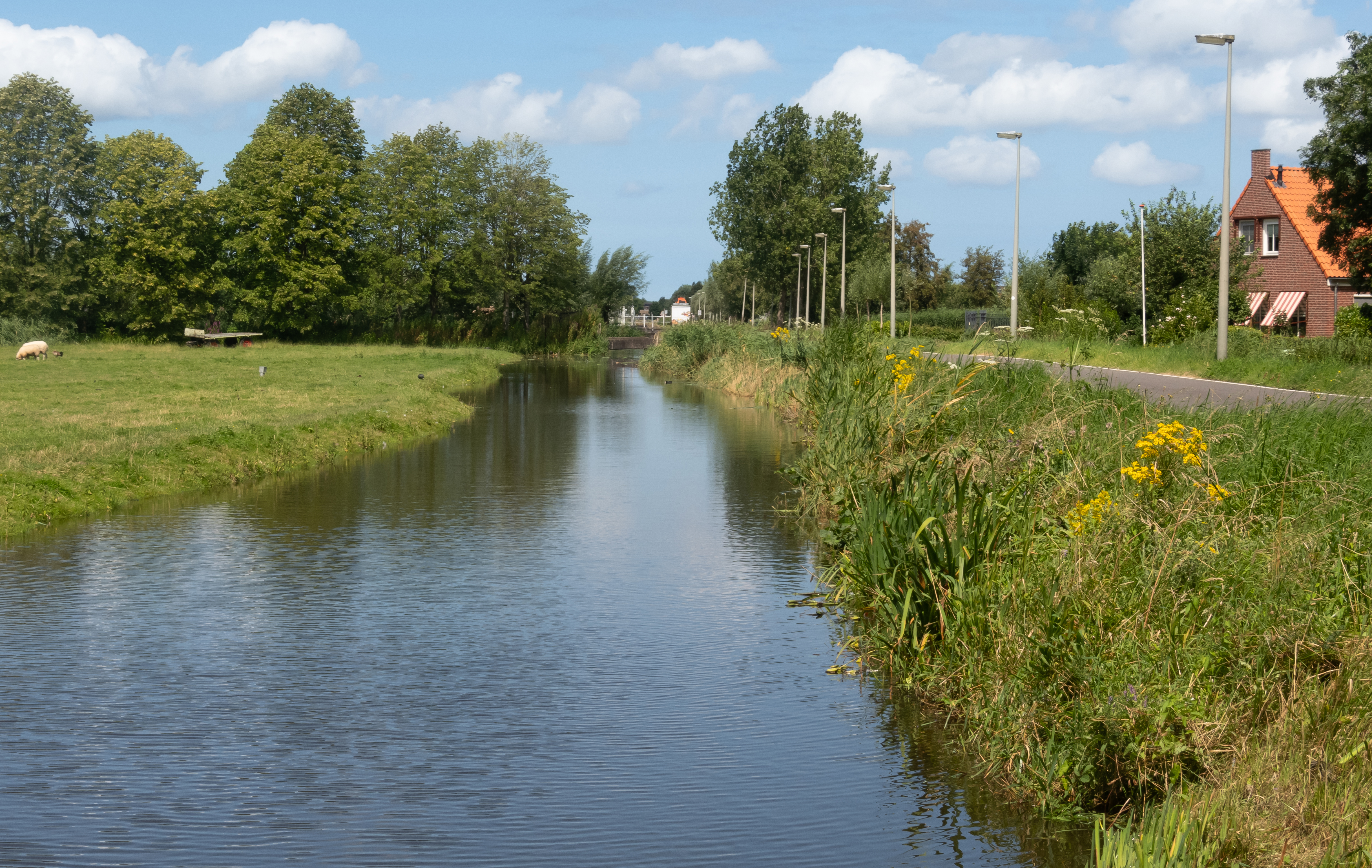
Bij Zuidbuurt 48
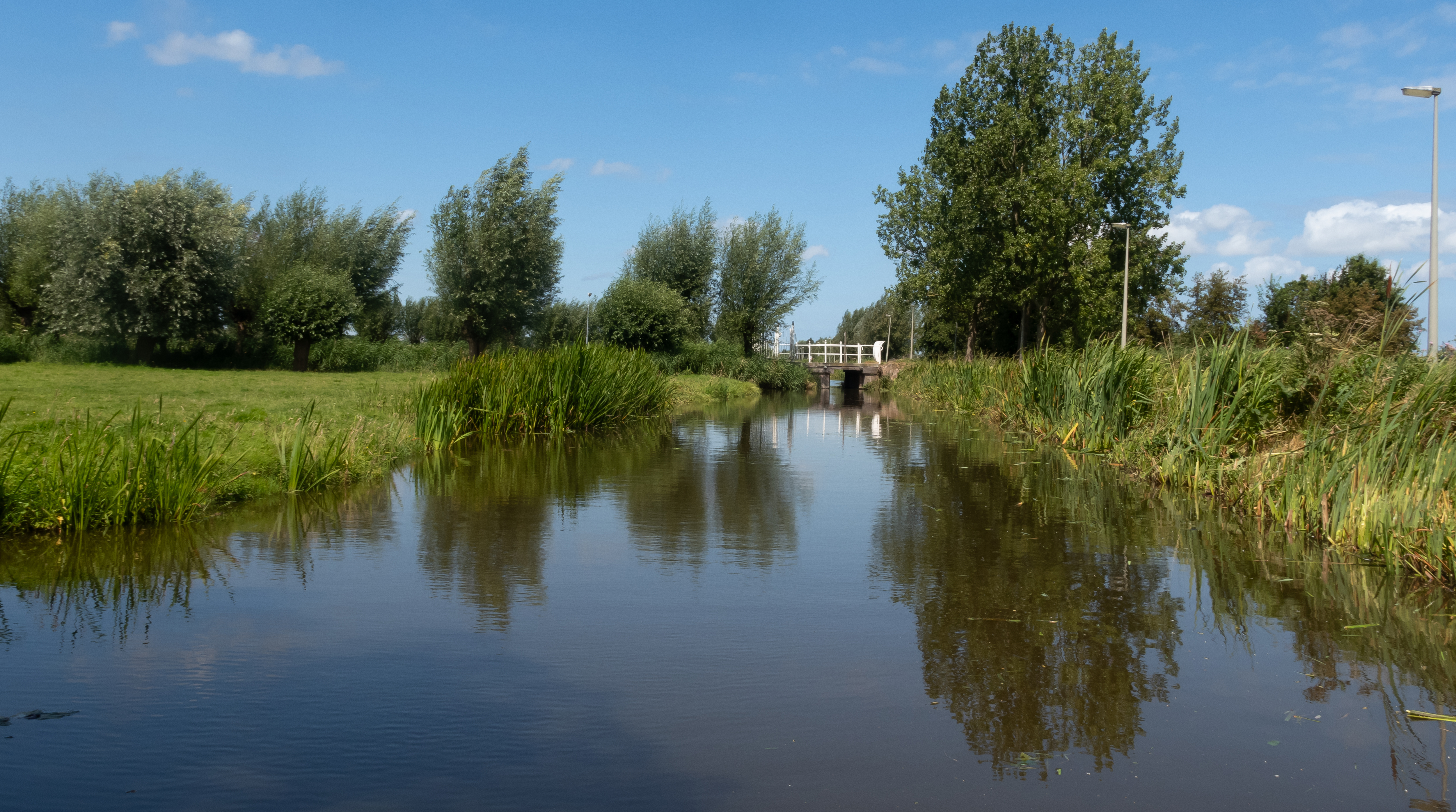
Bij Zuidbuurt 46
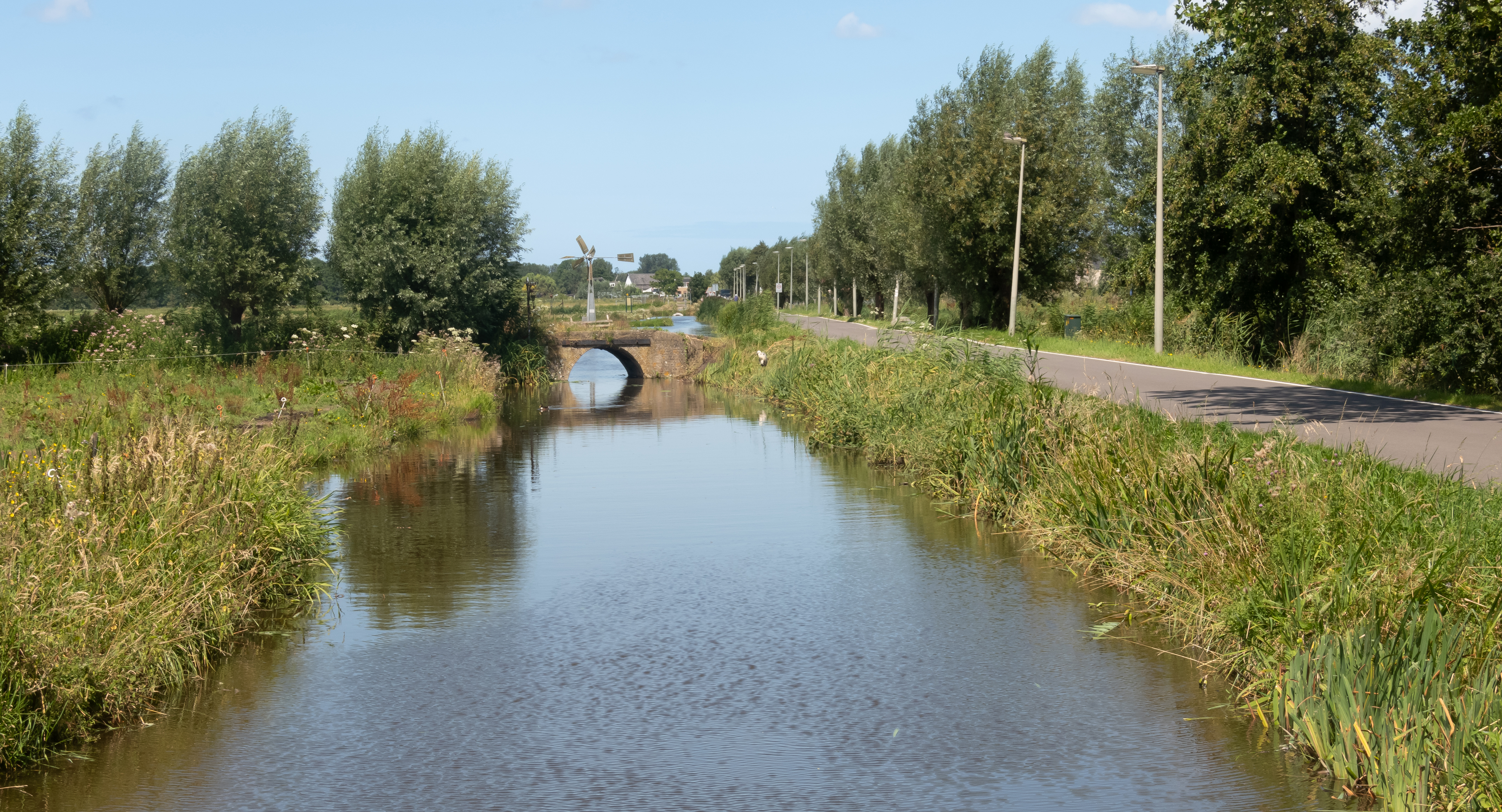
Bij Zuidbuurt 44
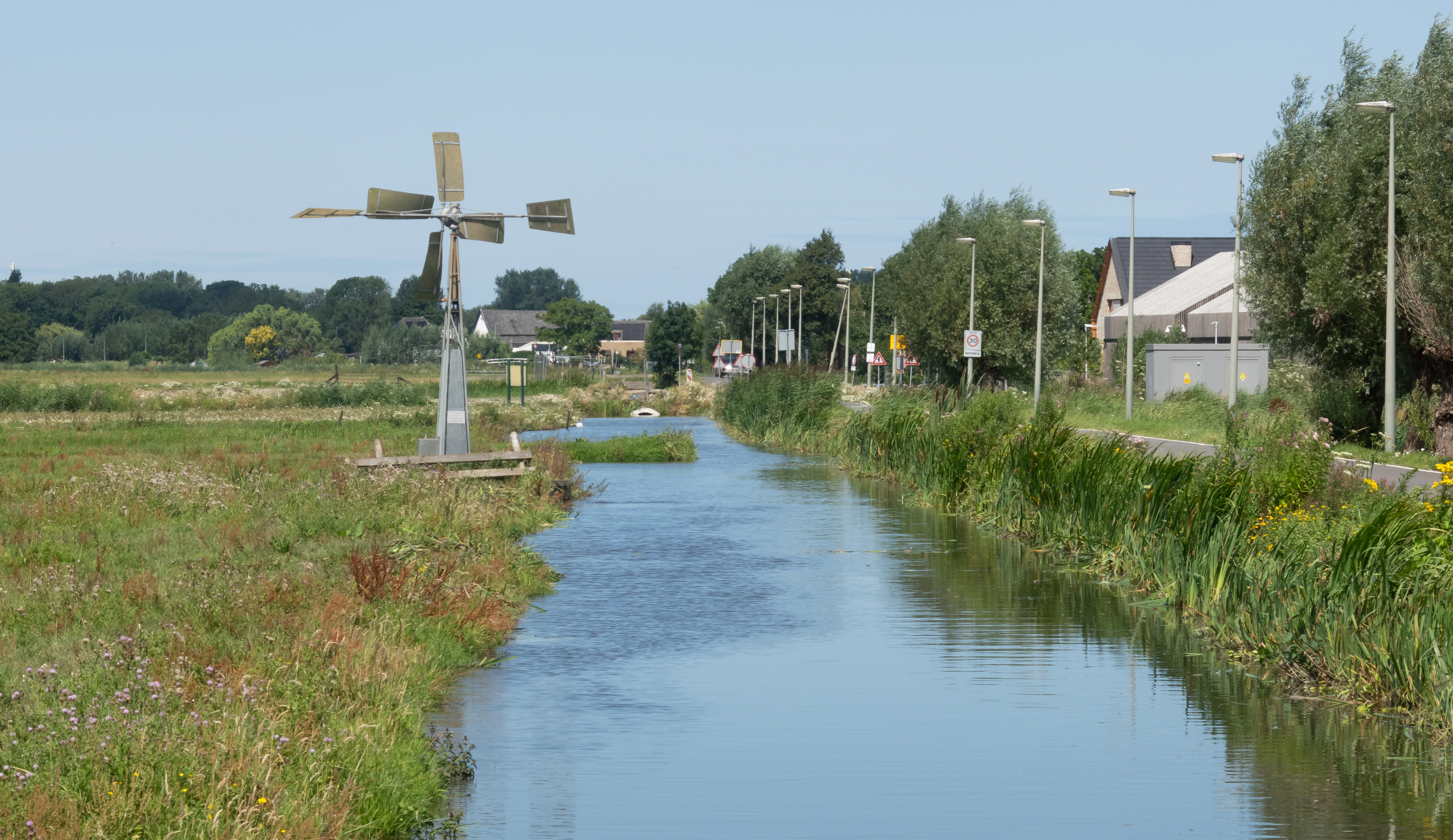
Bij Zuidbuurt 42
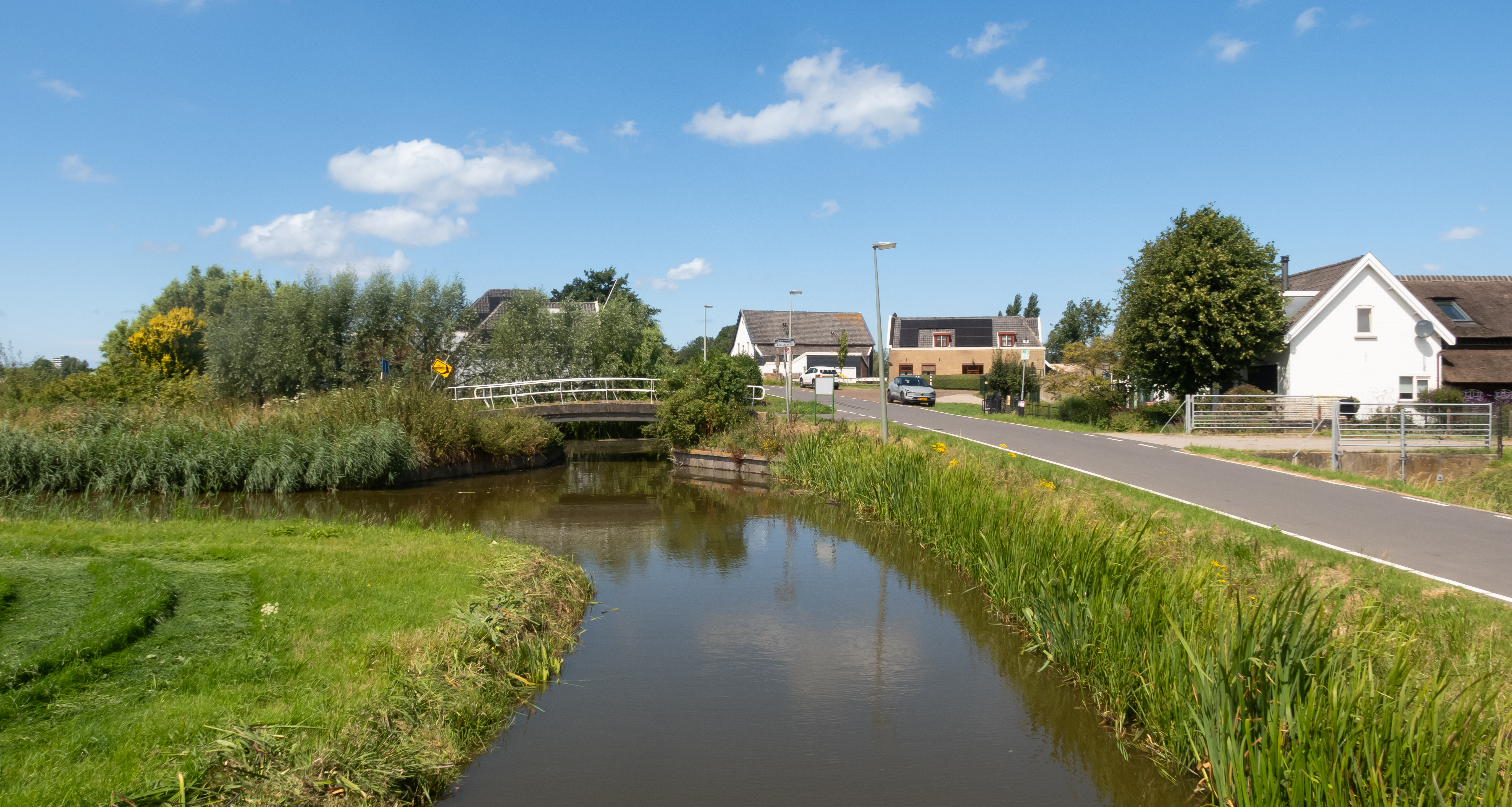
Middenstuk Zuidbuurt
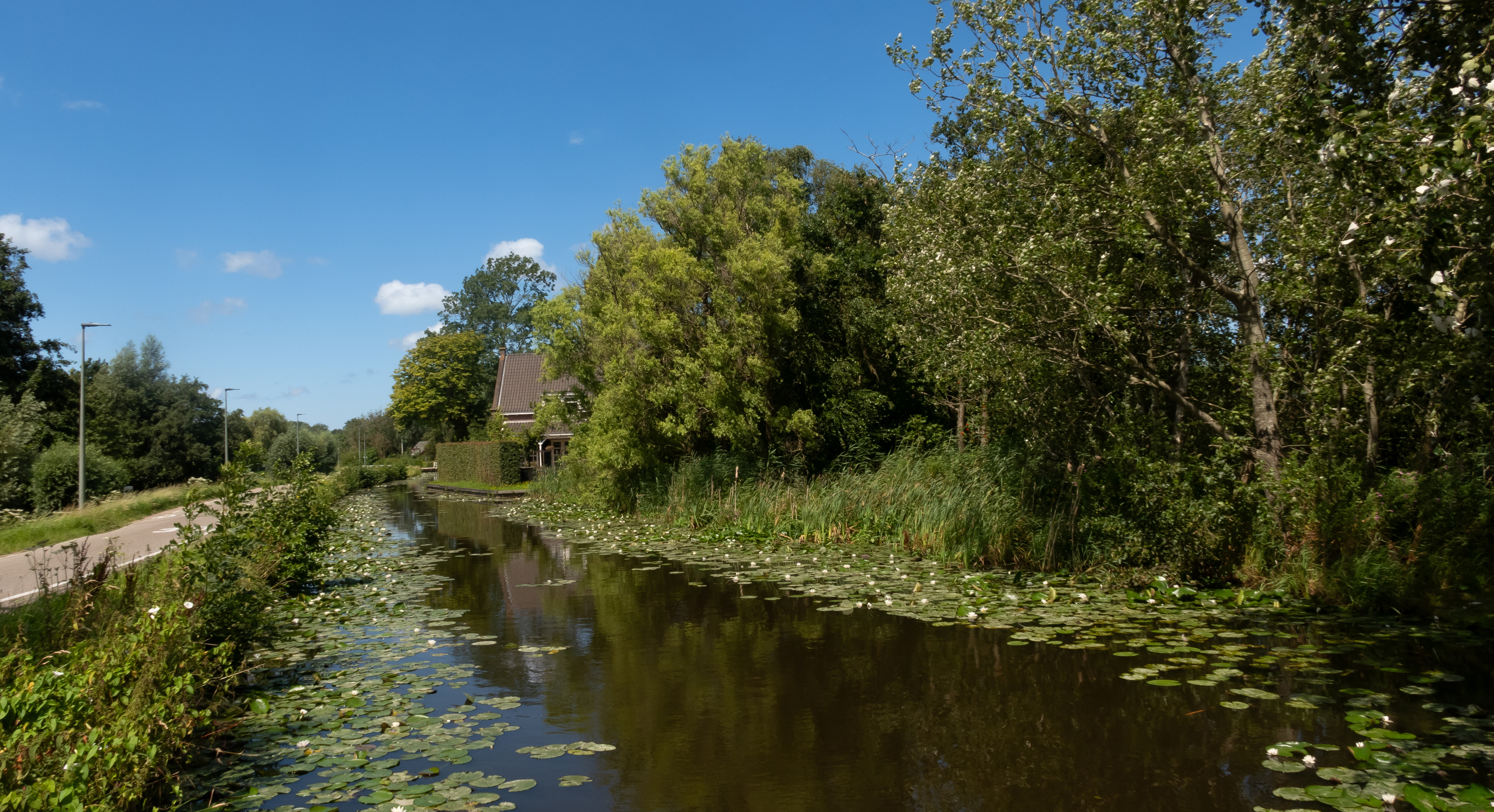
bij Zuidbuurt 8 in Maassluis

Stad: Vlaardingen

Wijken: Centrum · Holy · Oostwijk · Vlaardingerambacht · Westwijk

Buurtschap: Zuidbuurt

Zuid-Holland: Steden en dorpen      Nederland: Provincies · Gemeenten